# 丹尼尔·瓦西里耶维奇·谢尼亚·帕特基耶夫
丹尼尔·瓦西里耶维奇·谢尼亚·帕特基耶夫 (俄语：Даниил Васильевич Щеня，15世纪—1510年代1515年后），伊凡三世和瓦西里三世统治期间的俄罗斯军事人物。丹尼尔·瓦西里耶维奇·谢尼亚·帕特基耶夫是1475年陪同伊凡三世访问大诺夫哥罗德的波雅尔之一。 